# Rhynchogadus hepaticus
Il gadorinco (Rhynchogadus hepaticus) è un pesce abissale della famiglia Moridae dell'ordine Gadiformes.

## Distribuzione e habitat
Questa specie è nota solo per pochissimi esemplari provenienti tutti dal mar Mediterraneo occidentale, prevalentemente dalle acque italiane, dove è segnalato a Napoli, a Messina ed a Genova.

Ben poco si sa delle abitudini di questo pesce, se non che vive a grande profondità e che solo occasionalmente si trova in superficie.

## Descrizione
Il profilo del muso è concavo e la bocca è quasi verticale. C'è un barbiglio sulla mandibola. Le pinne dorsali sono due, la prima molto breve, con il primo raggio allungato, la seconda lunga, simmetrica alla pinna anale, che è più breve. Le pinne pettorali sono grandi, con i primi raggi allungati. La pinna caudale è molto piccola. Questo pesce ha una sagoma panciuta, derivante dalla notevole mole del fegato.

Il colore del corpo è marrone violaceo, con pinne scure.

Misura fino a 10 cm.

## Alimentazione
Si alimenta di piccoli crostacei.

## Riproduzione
Avviene in primavera e le uova sono pelagiche.

## Pesca
Gli esemplari noti sono stati tutti catturati in superficie.

## Tassonomia
Questa specie e l'Eretmophorus kleinenbergi furono attribuiti alla famiglia Eretmophoridae attualmente inclusa tra i Moridae.